# The Lies Within
The Lies Within (en hangul,  모두의 거짓말; RR:  Moduui Geojinmal, lit. Everyone's Lies), es una serie de televisión surcoreana transmitida del 12 de octubre del 2019 hasta el 1 de diciembre del 2019 a través de OCN.

## Historia
La serie sigue a Kim Seo-hee, la hija menor de un asambleísta que es considerada por su familia como una "decepción" debido a los altos estándares establecidos por su hermana mayor. Seo-hee se une a la Asamblea Nacional y busca la ayuda del detective Jo Tae-sik, para encontrar a su esposo, quien desaparece abruptamente después de la repentina y sospechosa muerte de su padre.
Ambos se unirán y comenzarán a trabajar juntos para descubrir la verdad, detrás de las mentiras que las personas dicen con tal de proteger sus propios intereses.

## Reparto

### Personajes principales[10]
| Actor         | Personaje   | Ocupación                       | N.º de episodios | Duración |
| ------------- | ----------- | ------------------------------- | ---------------- | -------- |
| Lee Yoo-young | Kim Seo-hee | Miembro de la Asamblea Nacional | 16               | 2019     |
| Lee Min-ki    | Jo Tae-sik  | Detective                       | 16               | 2019     |

### Personajes recurrentes
| Actor            | Personaje       | Ocupación                                      | N.º de episodios | Duración |
| ---------------- | --------------- | ---------------------------------------------- | ---------------- | -------- |
| Ohn Joo-wan      | Jin Young-min   | Gerente General de "JQ Industries"             | -                | 2019     |
| Lee Jun-hyeok    | Yoo Dae-yong    | Jefe del Equipo de Investigación Metropolitana | -                | 2019     |
| Kim Si-eun       | Kang Jin-kyung  | Exmiembro del Equipo Nacional de Atletismo     | -                | 2019     |
| Yun Jong-seok    | Jeon Ho-gyu     | Oficial de Policía                             | -                | 2019     |
| Lee Joon-hyuk    | Jeong Sang-hoon | -                                              | -                | 2019     |
| Kim Jong-soo     | Kim Seung-cheol | -                                              | -                | 2019     |
| Yoon Bok-in      | -               | -                                              | -                | 2019     |
| Seo Hyun-woo     | In Dong-gu      | -                                              | -                | 2019     |
| Song Young-chang | -               | -                                              | -                | 2019     |
| Jo Hye-ryun      | -               | -                                              | -                | 2019     |
| Kim Hak-sun      | Kang Man-soo    | -                                              | -                | 2019     |
| Hong In (홍인)   | -               | -                                              | -                | 2019     |

### Otros personajes
| Actor          | Personaje | Ocupación | N.º de episodios | Duración |
| -------------- | --------- | --------- | ---------------- | -------- |
| Jang Won-hyung | -         | -         | -                | 2019     |

### Apariciones invitadas
| Actor       | Personaje     | Ocupación | N.º de episodios | Duración |
| ----------- | ------------- | --------- | ---------------- | -------- |
| Kim Yong-ji | Choi Soo-hyun | -         | 1, 8-9           | 2019     |

## Episodios
La serie está conformada por 16 episodios, los cuales fueron emitidos todos los sábados y domingos a las 22:20hrs. (KST).

## Producción
La serie también es conocida como "Everyone's Lies".
Fue dirigida por Lee Yoon-jung, mientras que el guion estuvo a cargo de Jeon Young-sin (전영신) y Won Yoo-jung (원유정).
La primera lectura del guion fue realizada en junio del 2019 en Sangam-dong, Seúl.
La conferencia de prensa fue realizada el 1 de octubre del 2019 donde asistieron los actores Lee Min-ki, Lee Yoo-young, Ohn Joo-wan y Seo Hyeon-woo, así como el director Lee Yoon-jung.
Contó con el apoyo de la compañía de producción "Studio Dragon" y fue distribuida por OCN.